# Чжуань-сюй
Чжуань-сюй (кит. 顓頊), также известный как Гао-ян (高陽) — один из Пяти императоров, мифический правитель Древнего Китая, почитаемый как первопредок, также упоминается как бог Полярной звезды. Легендарной эпохой его правления считаются 2514—2436 годах до н. э.

## Этимология имени
Существует несколько версий происхождения имени Чжуань-сюй: по традиционному толкованию — это «истинный человек», «человек, следующий по истинному пути»; словарь «Шо вэнь цзе цзы» («Толкование знаков и анализ иероглифов», I век), толкует данное сочетание иероглифов (顓頊) как «настороженный облик» (у русских переводчиков — «Вечно Недовольный»); японский учёный Мори Ясутаро считает, что подлинным значением имени являлось «первый государь», «первопредок»; другой японский учёный, Тодо Акиясу, объясняет смысл записи, как «человек с ровной, словно выточенной из нефрита головой» (что по китайским представлениям есть признак мудреца).

## Легендарная биография
При рождении Чжуань-сюя на его голове находились щит и копьё, ноги (или рёбра, или брови) оказались сросшимися воедино. По наиболее распространённой версии, отцом Чжуань-сюя был Чан-и, сын Жёлтого императора Хуан-ди и Лэй-Цзу, по другой версии — Чжуань-сюй являлся правнуком Жёлтого императора, также существует предание о его появлении на свет из радужного луча звезды, который пронзил луну (что может указывать на тотема — двуглавого водного дракона, сопоставляемого с радугой) (согласно энциклопедии мифологии матерью Чжуань-сюя была А-нюй). Чжуань-сюя выбрали в качестве наследника Хуан-ди, в обход прав сыновей. Согласно «Люй-ши чунь цю» («Вёсны и осени господина Люя», III век до н. э.) до десятилетнего возраста Чжуань-сюй находился на воспитании у Шао-хао. По достижении двадцати лет, стал главой клана Ши, продолжая благоразумно управлять им в течение следующих семидесяти восьми лет до своей смерти. .

## Правление
Под руководством Чжуань-сюя клан Ши мигрировал на восток в современную провинцию Шаньдун, где смешанные браки с кланом Дун-и расширили и увеличили племенное влияние Ши. Также по утверждениям «Хуайнань-цзы» (II век до н. э.), Чжуань-сюй победил правителя Гун-гуна, потомка императора Яня, в других источниках упоминаются военные кампании против мифического рода девяти Ли и реально существующих племён мяо.
Согласно мифологической традиции, он внёс свой вклад в единый календарь, названный его именем, в астрологию, провёл религиозную реформу, направленную против шаманизма, поддержал патриархальную систему (в отличие от предыдущей матриархальной), и под страхом наказания запретил близкородственные браки (Гань Бао, «Coy шэнь цзи» — «Записки о поисках духов», IV век). Фэй-луну («Летящему дракону») было предписано обновить музыку, которая использовалась в практике жертвоприношений Верховному владыке Шан-ди: дракон исполнил поручение, положив в основание новых мелодий, музыку, подражающую свистанию ветров, веющих в «восьми направлениях». Сыма Цянь в своих «Исторических записках» («Ши цзи») рассматривает Чжуань-сюя в качестве идеального правителя.
По преданию, его правление проходило под владычеством магии стихии воды; даже своих помощников Чжуань-сюй нарёк по наименованиям рек, также с той поры было установлено разделение небес и земли, закрылся свободный доступ смертным к горним чертогам. Дух Чжун получил от него назначение управителя небес и духовных существ, а также южной части света. Духу Ли отдана во владение земля и её обитатели, а также северная часть света.

## Чжуань-сюй в родословиях
Чжуань-сюя у власти сменил сын его двоюродного брата, Ку. В «Ши цзи», Чжуань-сюй подвергает критике одного из своих сыновей, называя того тупицей. Поскольку названы только двое его сыновей, то «тупицей», вероятно, являлся или Гунь, отец Великого Юя или же Цюн-чань, предок Шуня. Император Яо также критиковал Цюн-чаня за некомпетентность и нерачительность. Кроме этих двух, Чжуань-сюй также имел восемь неназванных по именам сыновей с хорошей репутацией, которые позже служили Шуню.
Один из легендарных праправнуков Чжуань-сюя, Пэн-цзу, прославился чрезвычайным долголетием, дожив до 800 летнего возраста. Также от Чжуань-сюя производят происхождение мифического племени людей, имеющих по три лица и лишь по одной руке.
Чжуань-сюй, как утверждали, стал родоначальником царского дома Цинь. В книге «Вэй Шу» («История династии Вэй», VI век) говорится что семья Цао Цао, управлявшая царством Вэй возводила своё родословие к императору Хуан-ди по линии Чжуань-сюя. Другой источник утверждал, что семья Цао Цао происходила от Шуня.
Также считается, что бог огня Чжужун – сын или внук Гао-яна (Чжуань-сюя).